# Justicia paucinervis
Justicia paucinervis är en akantusväxtart som beskrevs av Raymond Benoist. Justicia paucinervis ingår i släktet Justicia och familjen akantusväxter. Inga underarter finns listade i Catalogue of Life.